# Wijken en buurten in Vianen
De Nederlandse gemeente Vianen is voor statistische doeleinden onderverdeeld in wijken en buurten. De gemeente is verdeeld in de volgende statistische wijken:
- Wijk 00 Vianen (CBS-wijkcode:062000)
- Wijk 01 Hagestein (CBS-wijkcode:062001)
- Wijk 02 Everdingen (CBS-wijkcode:062002)

Een statistische wijk kan bestaan uit meerdere buurten. Onderstaande tabel geeft de buurtindeling met kentallen volgens het Centraal Bureau voor de Statistiek (2008):
| CBS-buurtcode | Buurtnaam                           | Inwonertal | Opp. totaal (ha) | Opp. land (ha) | Ligging                |
| ------------- | ----------------------------------- | ---------- | ---------------- | -------------- | ---------------------- |
| BU06200000    | Oude Stad                           | 1350       | 106              | 86             | Locatie in de gemeente |
| BU06200001    | Zederik                             | 3280       | 84               | 81             | Locatie in de gemeente |
| BU06200002    | De Hagen                            | 2640       | 103              | 88             | Locatie in de gemeente |
| BU06200003    | Vijfheerenlanden                    | 1390       | 14               | 13             | Locatie in de gemeente |
| BU06200004    | Industrieterrein Vianen             | 100        | 123              | 116            | Locatie in de gemeente |
| BU06200005    | Monnikenhof en Amaliastein          | 7040       | 182              | 176            | Locatie in de gemeente |
| BU06200007    | Verspreide huizen Helsdingen        | 70         | 457              | 378            | Locatie in de gemeente |
| BU06200009    | Overige verspreide huizen Vianen    | 230        | 858              | 851            | Locatie in de gemeente |
| BU06200100    | Hagestein                           | 950        | 54               | 52             | Locatie in de gemeente |
| BU06200101    | Industrieterrein Hagestein          | 20         | 126              | 125            | Locatie in de gemeente |
| BU06200107    | Verspreide huizen in het Oosten     | 300        | 300              | 269            | Locatie in de gemeente |
| BU06200108    | Verspreide huizen in het Noorden    | 130        | 325              | 233            | Locatie in de gemeente |
| BU06200109    | Verspreide huizen in het Zuidwesten | 60         | 247              | 247            | Locatie in de gemeente |
| BU06200200    | Everdingen                          | 890        | 162              | 140            | Locatie in de gemeente |
| BU06200201    | Zijderveld                          | 780        | 442              | 440            | Locatie in de gemeente |
| BU06200202    | Diefdijk (gedeeltelijk)             | 180        | 205              | 205            | Locatie in de gemeente |
| BU06200209    | Verspreide huizen Everdingen        | 240        | 448              | 446            | Locatie in de gemeente |